# Gare de Maizières-lès-Metz
Gare de Maizières-lès-Metz vasútállomás Franciaországban, Maizières-lès-Metz településen.

## Vasútvonalak
Az állomást az alábbi vasútvonalak érintik:
- Metz-Ville-Zoufftgen-vasútvonal

## Kapcsolódó állomások
A vasútállomáshoz az alábbi állomások vannak a legközelebb:
- Gare de Woippy
- Gare d’Hagondange